# Бурівка (Богодухівський район)
Бурі́вка —  село в Україні, у Валківській міській громаді Богодухівського району Харківської області. Населення становить 50 осіб. До 2020 орган місцевого самоврядування — Шарівська сільська рада.

## Географія
Село Бурівка знаходиться на схилах балки Макортет в якій бере свої витоки річка Карамушина, притока річки Мжа. За 1 км розташоване село Шарівка, залізнична станція Огульці, автомобільна дорога М03 (E40). Поруч із селом невеликий лісовий масив (дуб).

## Історія
12 червня 2020 року, розпорядженням Кабінету Міністрів України № 725-р «Про визначення адміністративних центрів та затвердження територій територіальних громад Харківської області», увійшло до складу Валківської міської громади.
19 липня 2020 року, в результаті адміністративно-територіальної реформи та ліквідації Валківського району, селище увійшло до складу Богодухівського району.